# Взимку (картина Коровіна)
«Взимку» (рос. Зимой) — картина російського художника Костянтина Коровіна (1861—1939), написана в 1894 році. Вона є частиною зібрання Державної Третьяковської галереї. Розмір картини — 37,2 × 52,5 см (за іншими даними — 37,3 × 52,7 см).

## Історія
У 1894—1895 роках Костянтин Коровін написав ряд північних пейзажів, серед яких, зокрема, були картини «Зима в Лапландії» (1894) і «Геммерфест. Північне сяйво» (1894—1895). Картину «Взимку» також зараховують до цього циклу.
Картина (під назвою «Зима») експонувалася на 6-й виставці Московського товариства художників, що проходила в 1899 році. У 1900 році вона була придбана у Коровіна Радою Третьяковської галереї.
Картина також експонувалася на виставці «Костянтин Коровін. Живопис. Театр. До 150-річчя від дня народження», яка проходила з 29 березня по 12 серпня 2012 року в виставковому залі ДТГ на Кримському валі.

## Опис
На картині зображений кінь, запряжений в сани, спокійно стоїть на снігу біля сільської хати. Поруч з ним — голі зимові дерева і похилений паркан. Вдалині, на горизонті, під похмурим небом видніється темна смужка лісу.
У кольоровій гамі картини переважають різні відтінки сірого та білого кольорів, в яких можна розрізнити і теплі, і холодні тони, сукупність яких створює ефект перламутрового світіння. Зокрема, відтінки сірого кольору не є сумішшю чорного і білого, а отримані змішуванням контрастних теплих і холодних тонів.

## Відгуки
У книзі про життя і творчість Коровіна Віра Домітєєва писала:
|  | «Взимку» — підсумок. Попередній, проміжний, але підсумок. Безпосередня історія у етюду коротка: повернувся з Парижа додому, сильно скучив, заново всьому здивувався і написав цей день повернутого щастя. Передісторія довше, відлік з пейзажу на учнівській виставці, коли Коровін радів підталому снігу. Тепер він став цінувати спокій. Сніг в його етюді лежить рівно, щільно — відпочинком, відпочинком в річному круговороті … Морозний простір і теплі кінські ніздрі. «Взимку» — філософія Костянтина Коровіна, його виразні на білому снігу першоелементи блага. |

Мистецтвознавець Михайло Кисельов так писав про значення цієї картини:
|  | Говорячи про роботу «Взимку», не можна не підкреслити, що саме вона стоїть напередодні таких важливих для російського живопису явищ, як селянський цикл Сєрова і Левітана, створених пізніше. |